# Episodi di Philip Marlowe
La prima e unica stagione della serie televisiva Philip Marlowe è andata in onda negli Stati Uniti dal 6 ottobre 1959 al 29 marzo 1960 sulla ABC.
| nº | Titolo originale         | Prima TV USA     |
| -- | ------------------------ | ---------------- |
| 1  | The Ugly Duckling        | 6 ottobre 1959   |
| 2  | Prescription for Murder  | 13 ottobre 1959  |
| 3  | Buddy Boy                | 20 ottobre 1959  |
| 4  | Death in the Family      | 27 ottobre 1959  |
| 5  | Mama's Boy               | 3 novembre 1959  |
| 6  | Child of Virtue          | 10 novembre 1959 |
| 7  | Bum Rap                  | 17 novembre 1959 |
| 8  | Temple of Love           | 25 novembre 1959 |
| 9  | The Mogul                | 1º dicembre 1959 |
| 10 | Hit and Run              | 8 dicembre 1959  |
| 11 | Mother Dear              | 15 dicembre 1959 |
| 12 | The Hunger               | 22 dicembre 1959 |
| 13 | Ricochet                 | 29 dicembre 1959 |
| 14 | The Scarlet "A"          | 5 gennaio 1960   |
| 15 | Standard for Murder      | 12 gennaio 1960  |
| 16 | Poor Lilli, Sweet Lilli  | 19 gennaio 1960  |
| 17 | Death Takes a Lover      | 26 gennaio 1960  |
| 18 | One Ring for Murder      | 2 febbraio 1960  |
| 19 | Gem of a Murder          | 9 febbraio 1960  |
| 20 | Time to Kill             | 16 febbraio 1960 |
| 21 | Murder in the Stars      | 23 febbraio 1960 |
| 22 | Murder by the Book       | 1º marzo 1960    |
| 23 | Murder is a Grave Affair | 8 marzo 1960     |
| 24 | Murder is Dead Wrong     | 15 marzo 1960    |
| 25 | Last Call for Murder     | 22 marzo 1960    |
| 26 | You Kill Me              | 29 marzo 1960    |

## The Ugly Duckling
- Prima televisiva: 6 ottobre 1959

### Trama
- Guest star: Rhys Williams, Virginia Gregg

## Prescription for Murder
- Prima televisiva: 13 ottobre 1959

### Trama
- Guest star: Alexander Scourby (dottor Steve Vincent), Marianne Stewart (Ann Vincent)

## Buddy Boy
- Prima televisiva: 20 ottobre 1959

### Trama
- Guest star: CeCe Whitney

## Death in the Family
- Prima televisiva: 27 ottobre 1959

### Trama
- Guest star: Joan Banks, Robert Brubaker

## Mama's Boy
- Prima televisiva: 3 novembre 1959

### Trama
- Guest star: Joan Taylor (Julie Kenton), Burt Metcalfe (Jerry Bartlett), Al Ruscio (Nick Dempsey)

## Child of Virtue
- Prima televisiva: 10 novembre 1959

### Trama
- Guest star: Joe De Santis (Roentgen), Yvonne Craig (Connie)

## Bum Rap
- Prima televisiva: 17 novembre 1959

### Trama
- Guest star: Stacy Harris (Johnny Sinclair), Arthur Space (Paul Desmond), William Swan (Andy Sinclair)

## Temple of Love
- Prima televisiva: 25 novembre 1959

### Trama
- Guest star: Barbara Morris (Judith Baker), Richard Hale (Master), John Dehner (Brother Aaron)

## The Mogul
- Prima televisiva: 1º dicembre 1959

### Trama
- Guest star: Paul Burke (Jennings), Rhodes Reason (Scott McCloud), William Schallert (tenente Harris)

## Hit and Run
- Prima televisiva: 8 dicembre 1959

### Trama
- Guest star: Kaye Elhardt (Gloria Fielding), Richard Crane (Brett Douglas)

## Mother Dear
- Prima televisiva: 15 dicembre 1959

### Trama
- Guest star: Franco Corsaro (Luis Sandoval), James Conlin (Fennedy)

## The Hunger
- Prima televisiva: 22 dicembre 1959

### Trama
- Guest star: Mercedes Shirley (Julia Fransen), Kathryn Card (Myrtle Phillips)

## Ricochet
- Prima televisiva: 29 dicembre 1959

### Trama
- Guest star: Phillip Terry (Dick Coolidge), Patricia Donahue (Lorry Nichols), Mark Roberts (Frankie Harper)

## The Scarlet "A"
- Prima televisiva: 5 gennaio 1960

### Trama
- Guest star: Michael Miller (attore) (Tommy Crane), Robert Lowery (Martin Gage), Suzanne Lloyd (Laura Daniels), Frank Ferguson (professore Daniels)

## Standard for Murder
- Prima televisiva: 12 gennaio 1960

### Trama
- Guest star: Betty Garde (Mrs. Shannon), Barry Gordon (Jamie), Nan Leslie (Ellen Varden), John Archer (Jeff Varden), Ed Kemmer (Richard)

## Poor Lilli, Sweet Lilli
- Prima televisiva: 19 gennaio 1960

### Trama
- Guest star: Norman Alden (Dutch Ryker), Paula Raymond (Lilli Cummings)

## Death Takes a Lover
- Prima televisiva: 26 gennaio 1960

### Trama
- Guest star: Wesley Lau (Dixie Morgan), Gale Robbins (Kay Reed), Jerome Cowan (Conway), John Hudson (Johnny Reed), Joanna Barnes (Lois Conway)

## One Ring for Murder
- Prima televisiva: 2 febbraio 1960

### Trama
- Guest star: Rebecca Welles (Julie French)

## Gem of a Murder
- Prima televisiva: 9 febbraio 1960

### Trama
- Guest star: Dayton Lummis (Arthur Hammond), Lester Matthews (Stephen Florea), Mary Munday (Karen), William Schallert (tenente Harris)

## Time to Kill
- Prima televisiva: 16 febbraio 1960

### Trama
- Guest star: Whit Bissell (Allen Wade), Nico Minardos (Tony), Jan Arvan (Harry), Olive Sturgess (Barbara), Dorothy Green (Gloria)

## Murder in the Stars
- Prima televisiva: 23 febbraio 1960

### Trama
- Guest star: William Campbell (Rich Darwin), June Dayton (Carol Darwin), Valerie Allen (Penny Wise), Barry Atwater (Peters)

## Murder by the Book
- Prima televisiva: 1º marzo 1960

### Trama
- Guest star: William Schallert (tenente Harris)

## Murder is a Grave Affair
- Prima televisiva: 8 marzo 1960

### Trama
- Guest star: Betsy Jones-Moreland (Marian), Malcolm Atterbury (Mitchell), Gene Nelson (Larry), Jack Weston (Artie), Robert Williams (Sam), Dale Ishimoto (Sammy), Connie Hines (Lydia), Dean Harens (Hank), Maxine Cooper (Janet), William Schallert (tenente Harris)

## Murder is Dead Wrong
- Prima televisiva: 15 marzo 1960

### Trama
- Guest star: Lin McCarthy (Marty Hogan), Jaclynne Greene (Sarah Revere), Tom Drake (Bill Revere), Paul Richards (Joe Alexander)

## Last Call for Murder
- Prima televisiva: 22 marzo 1960

### Trama
- Guest star: James Douglas (Roy McCall), Harry Jackson (Harry Trumbull), Jan Shepard (Faye Loomis)

## You Kill Me
- Prima televisiva: 29 marzo 1960

### Trama
- Guest star: Richard Devon (Sam Waxman), Marion Ross (Helen Craig), Ed Kemmer (Ralph Craig), Bill Quinn